# Vodní mlýn Boharyně
Roubená budova vodního mlýna z 18. století se nalézá na mlýnském náhoně odbočujícím u obce Kunčice z říčky Bystřice na severozápadním okraji obce Boharyně v okrese Hradec Králové. Areál vodního mlýna je od 3. 2. 2003 chráněn jako kulturní památka ČR. Národní památkový ústav tento vodní mlýn uvádí v katalogu památek pod rejstříkovým číslem ÚSKP 100041.

## Historie
První písemná zmínka o mlýně je z roku 1569. V roce 1874 byl starší mlýn přeměněn ve strojní válcový mlýn rolnického družstva. Budovy mlýna sloužily jako mlýn, sušárna obilí a čekanky a stodola.

## Popis
Převážně roubená patrová budova mlýna o rozměrech 9,5 x 22,5 m je na straně k mlýnskému náhonu vyzděná z pískovcových kvádrů. Mlýn završuje bedněná nástavba krytá sedlovou střechu na bedněné nástavbě s eternitovou krytinou. Kolem prostorného dvora mlýna jsou postaveny dvě zděné dvoupatrové budovy sušáren obilí a čekanky.
Mlýn už dlouho nikdo opravuje, a tak je v přízemí mlýnice shnilé roubení, opadané omítky, dožívá střešní krytina a krov je nepřístupný. Jen sušárna se dočkala nové střešní krytiny a krovu. Majitel obec Boharyně nemá peníze na nutné opravy a tak mlýn patří mezi nejvíce ohrožené kulturní památky Královéhradeckého kraje.

## Galerie

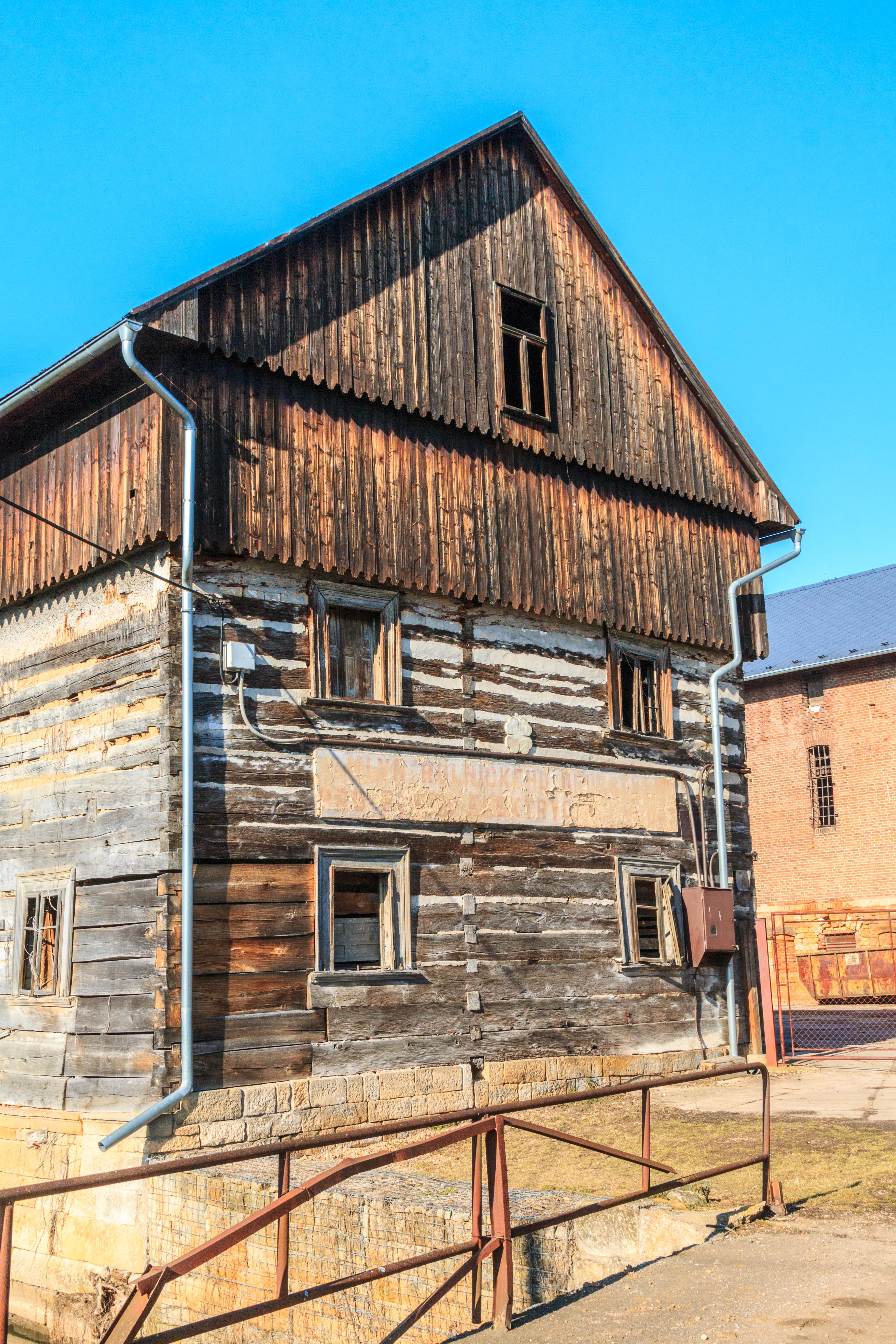
areál vodního mlýna Boharyně
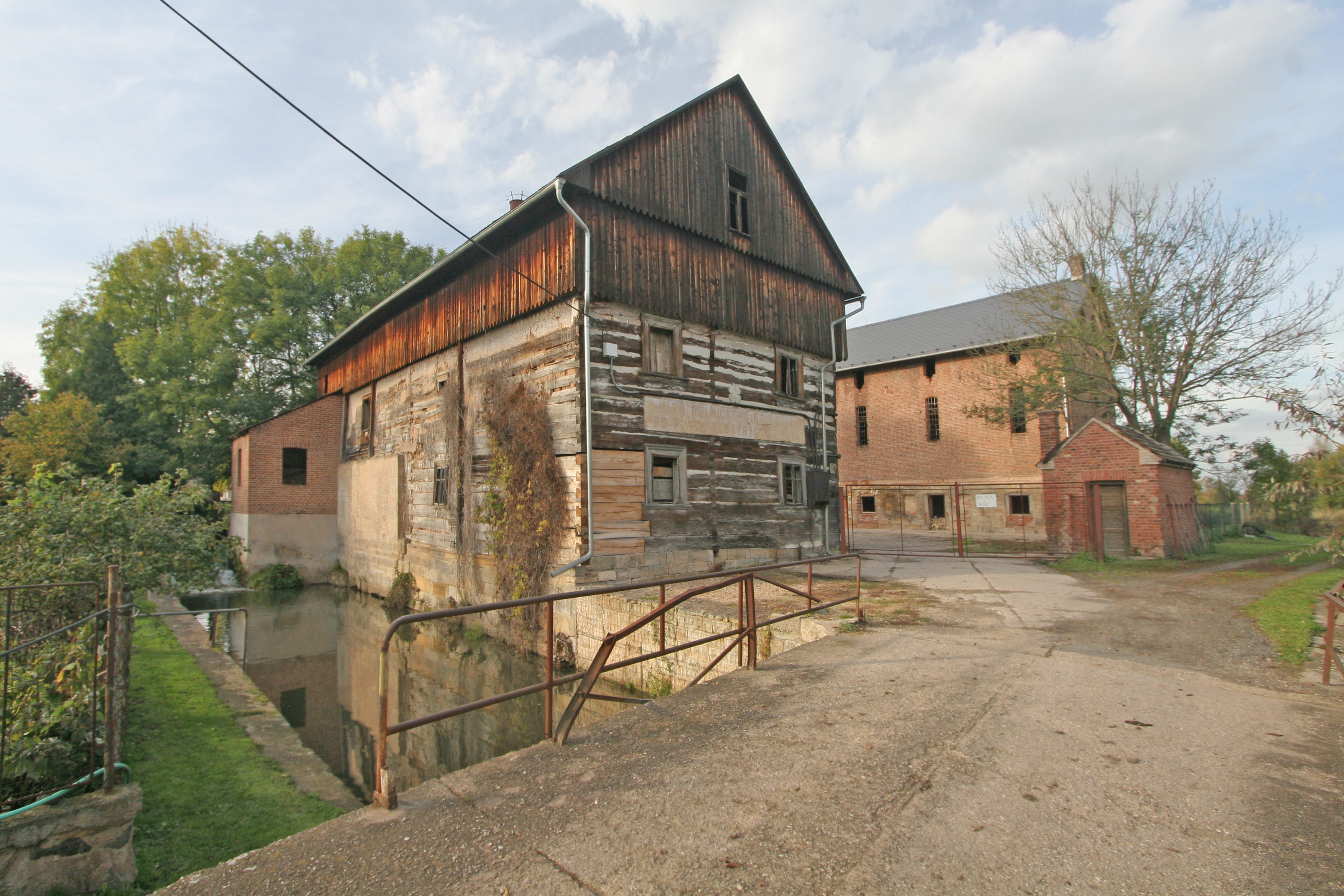
areál vodního mlýna Boharyně
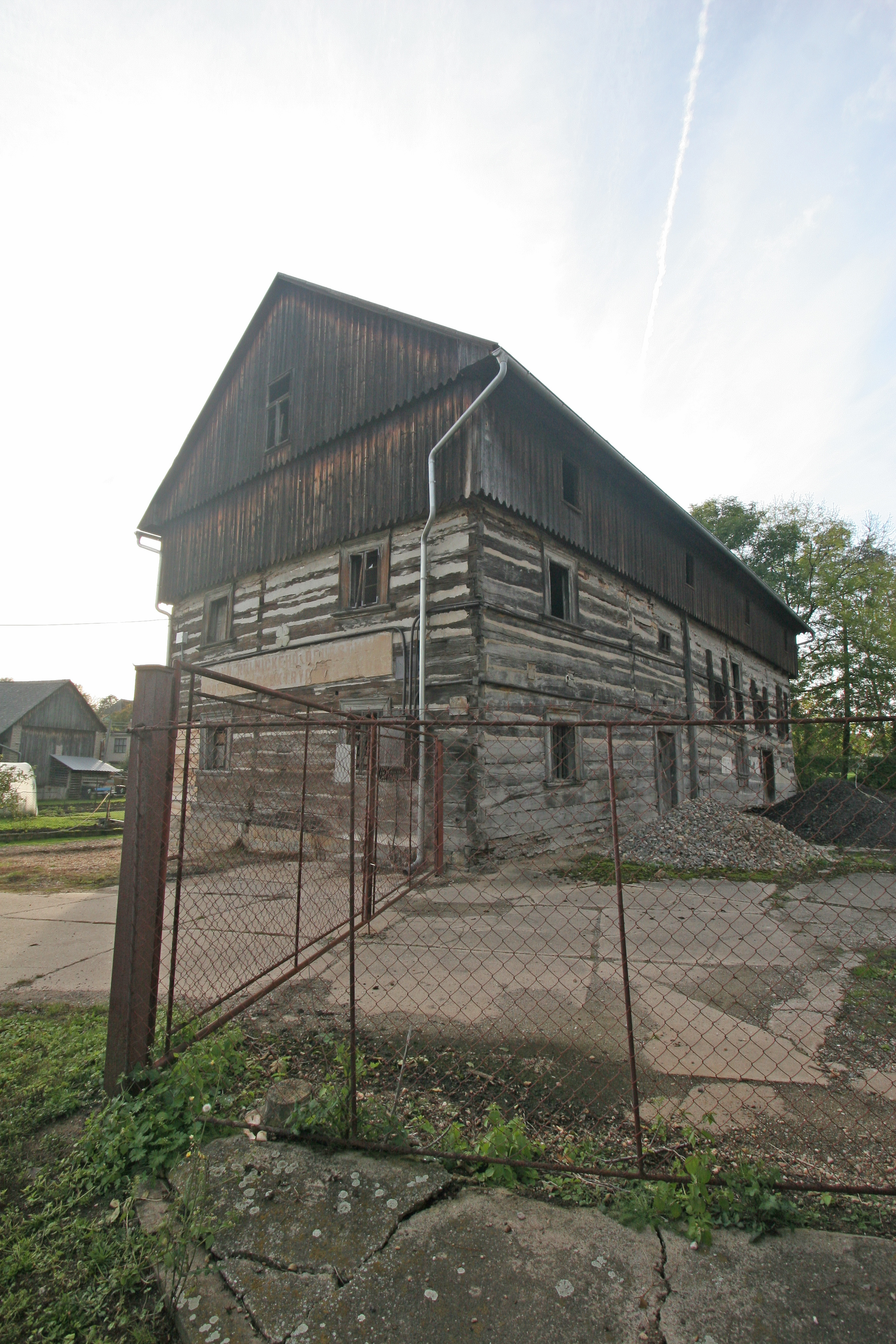
areál vodního mlýna Boharyně
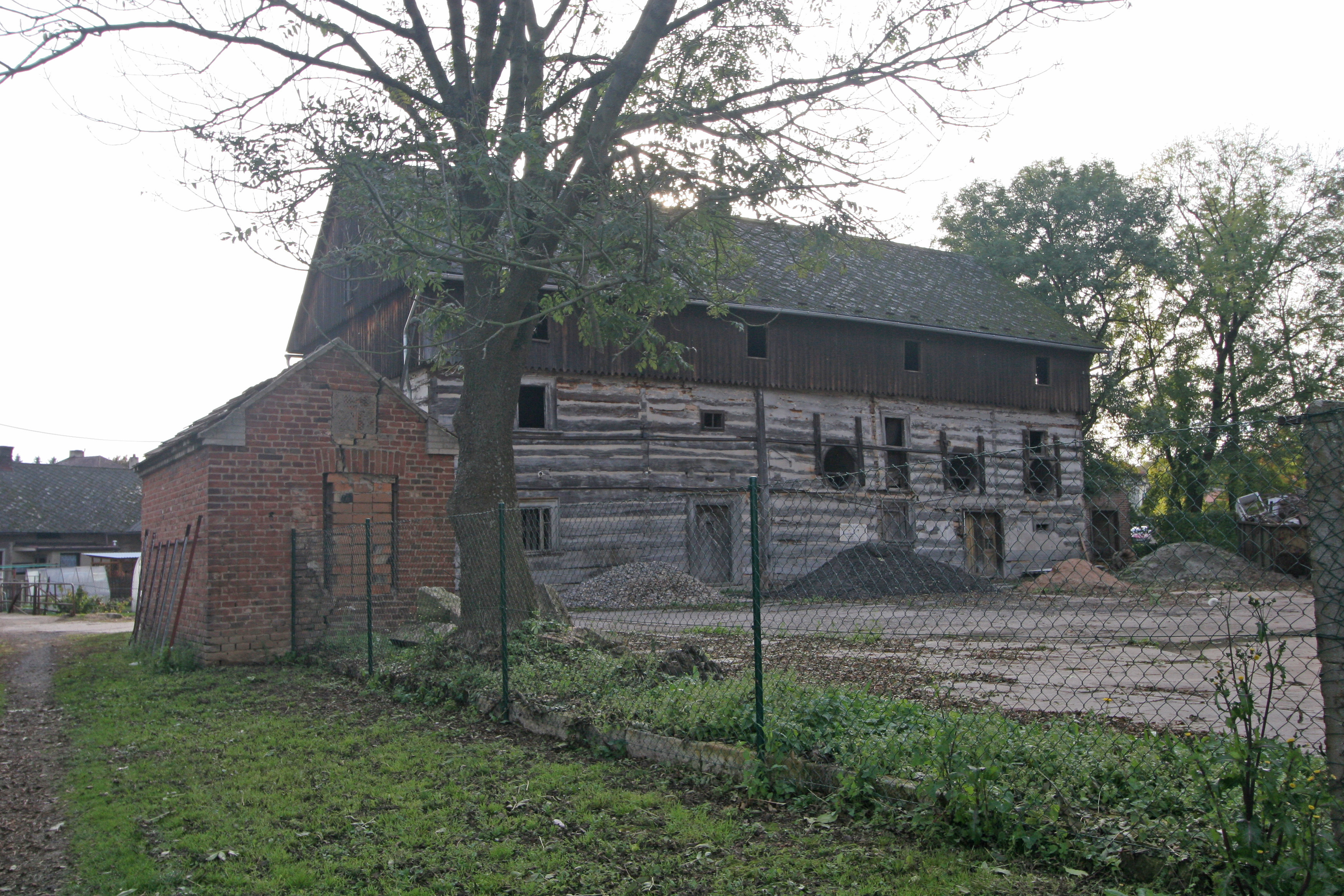
areál vodního mlýna Boharyně
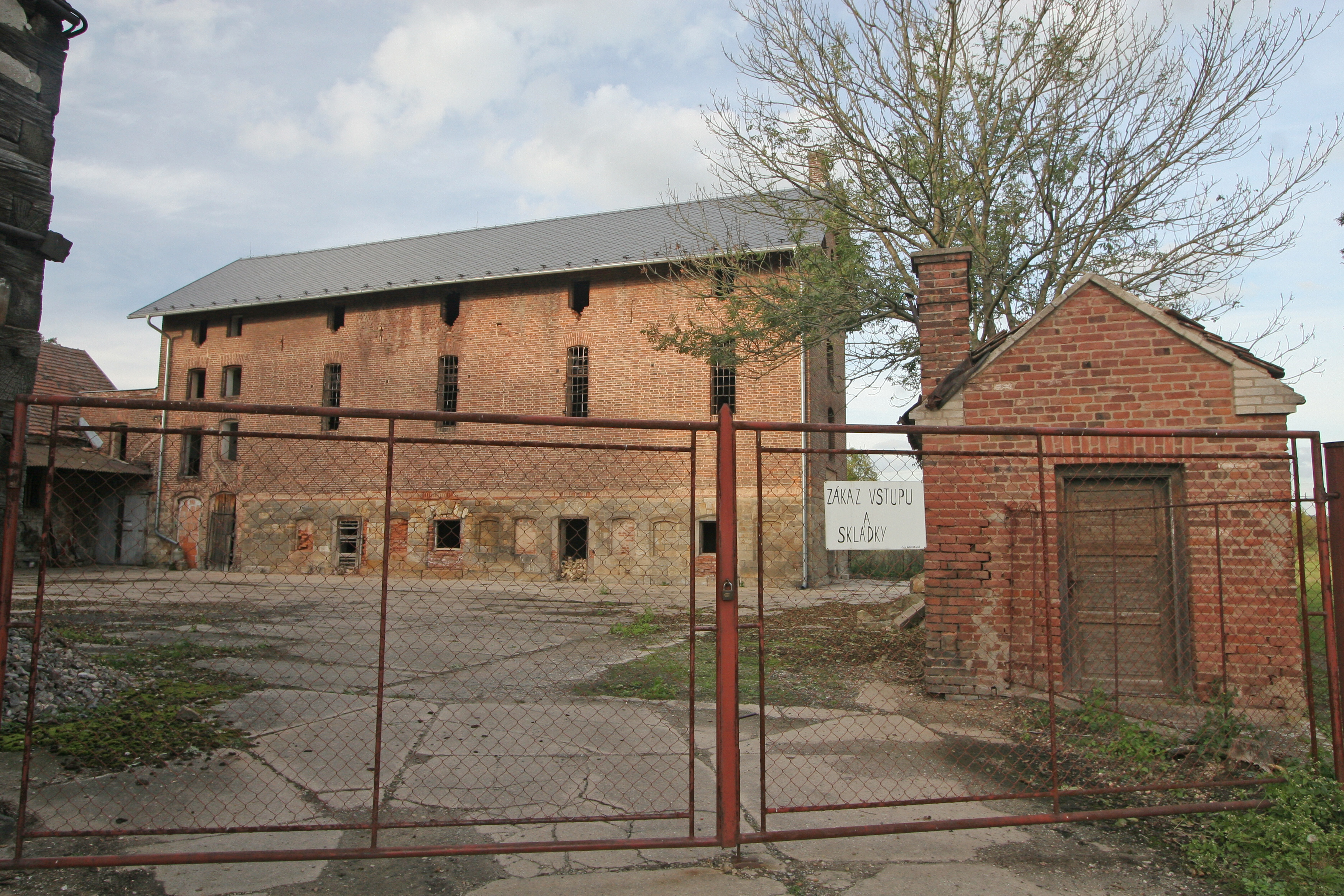
areál vodního mlýna Boharyně